# John Henry Twachtman
John Henry Twachtman (ur. 4 sierpnia 1853, zm. 8 sierpnia 1902) – amerykański malarz, obecnie kojarzony głównie z impresjonistycznymi pejzażami.

## Życiorys
Urodził się w Cincinnati w stanie Ohio, jego pierwszym nauczycielem malarstwa był Frank Duveneck. W 1875 r., podobnie jak wielu malarzy jego epoki wyjechał do Europy kontynuować naukę. W Monachium zapisał się do Akademii Sztuk Pięknych, odwiedził m.in. Wenecję. Malowane przez niego w owym czasie krajobrazy ukazują, tworzoną luźnymi ruchami pędzla, cienistą technikę, którą posiadł w Monachium.
Po krótkim pobycie w Stanach Zjednoczonych Twachtman wrócił do Europy, by podjąć studia w Paryżu (1883-1885). Kolorystyka jego obrazów dramatycznie przesunęła się w kierunku miękkiej szarości i zieleni. Jego obrazy z tego okresu są obecnie najwyżej ocenione przez ekspertów. W 1886 r. malarz wrócił do Ameryki, by osiąść na stałe na farmie Greenwich w stanie Connecticut. Jego dom i ogród na Round Hill Road w Greenwich, oraz otaczająca sceneria dostarczały mu motywów dla wielu obrazów w tym okresie. Twachman wypracował swój własny wywodzący się z impresjonizmu styl.
Od 1889 do śmierci artysta uczył malarstwa w Art Students League. W 1897 r. razem dziewięcioma przyjaciółmi stworzył The Ten (Dziesięciu) – grupę amerykańskich artystów niezadowolonych z konserwatywnego nastawienia Society of American Artists. Po czterech latach od założenia grupy The Ten, Twachman niespodziewanie zmarł na tętniaka mózgu.

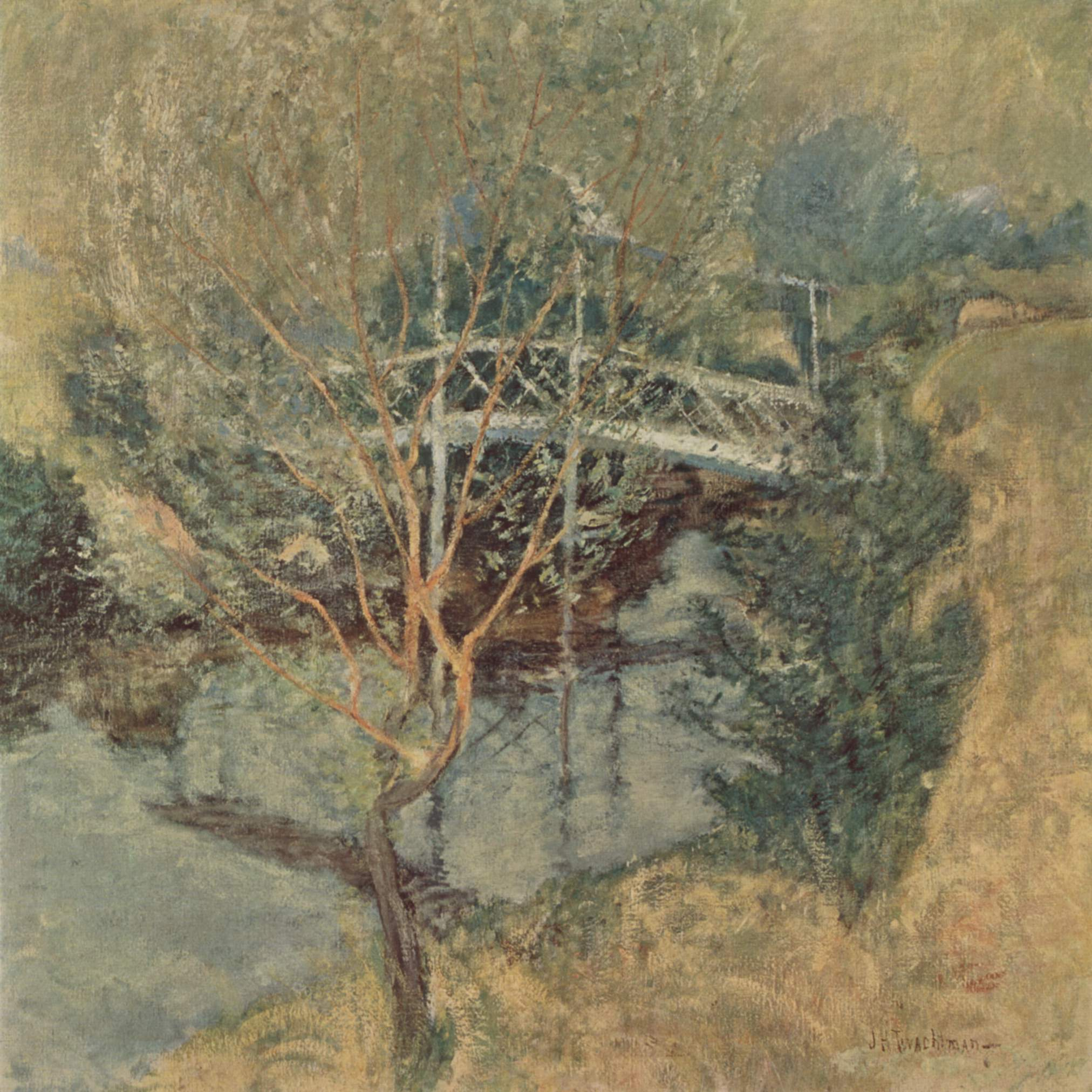
Biały most, ok. 1895, Minneapolis Institute of Arts
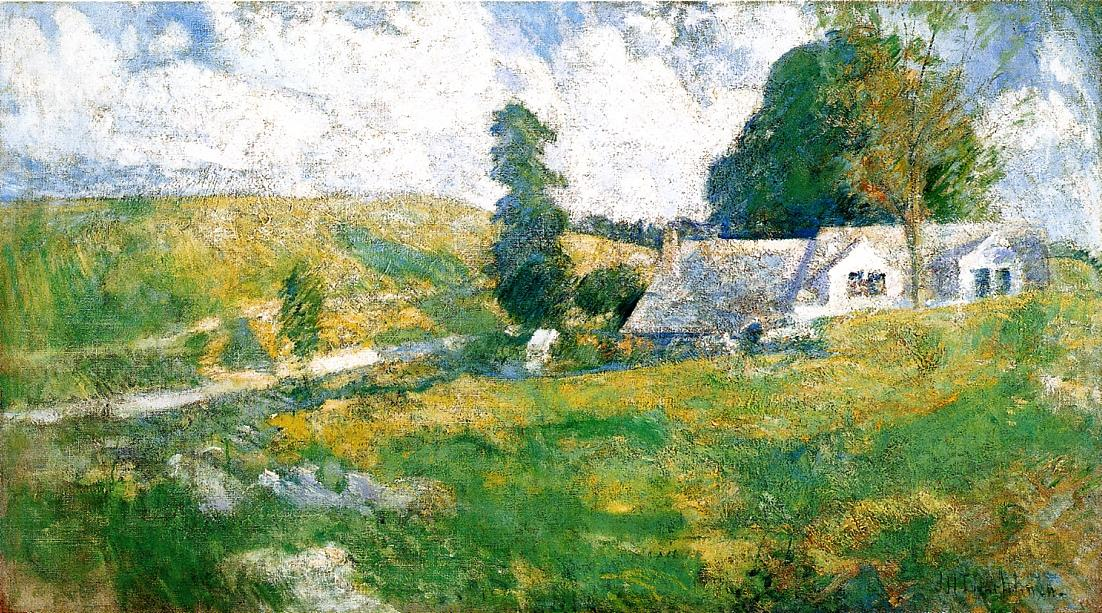
Lato, 1897–1899, Phillips Collection